# Emma McClarkin
Emma McClarkin (Stroud, 9 ottobre 1978) è una politica britannica, membro del Partito Conservatore e europarlamentare dal 2009 al 2019.

## Biografia
Dopo aver completato la scuola alla Stroud Girls High School, McClarkin ha studiato giurisprudenza alla Università di Bournemouth ed è stato assunto da uno studio legale dopo la laurea. Oltre al suo lavoro, McClarkin è impegnata in politica ed è diventata membro del Partito Conservatore. Nel 2009 viene eletta come deputato per East Midlands al Parlamento europeo. All'età di 30 anni, è il più giovane membro britannico del Parlamento europeo.
Nel maggio 2019, dopo la Brexit, ha deciso di lasciare momentaneamente la politica. Nel settembre 2019 è stata nominata amministratore delegato della "British Beer and Pub Association" (BBPA).